# Gerda Boenke

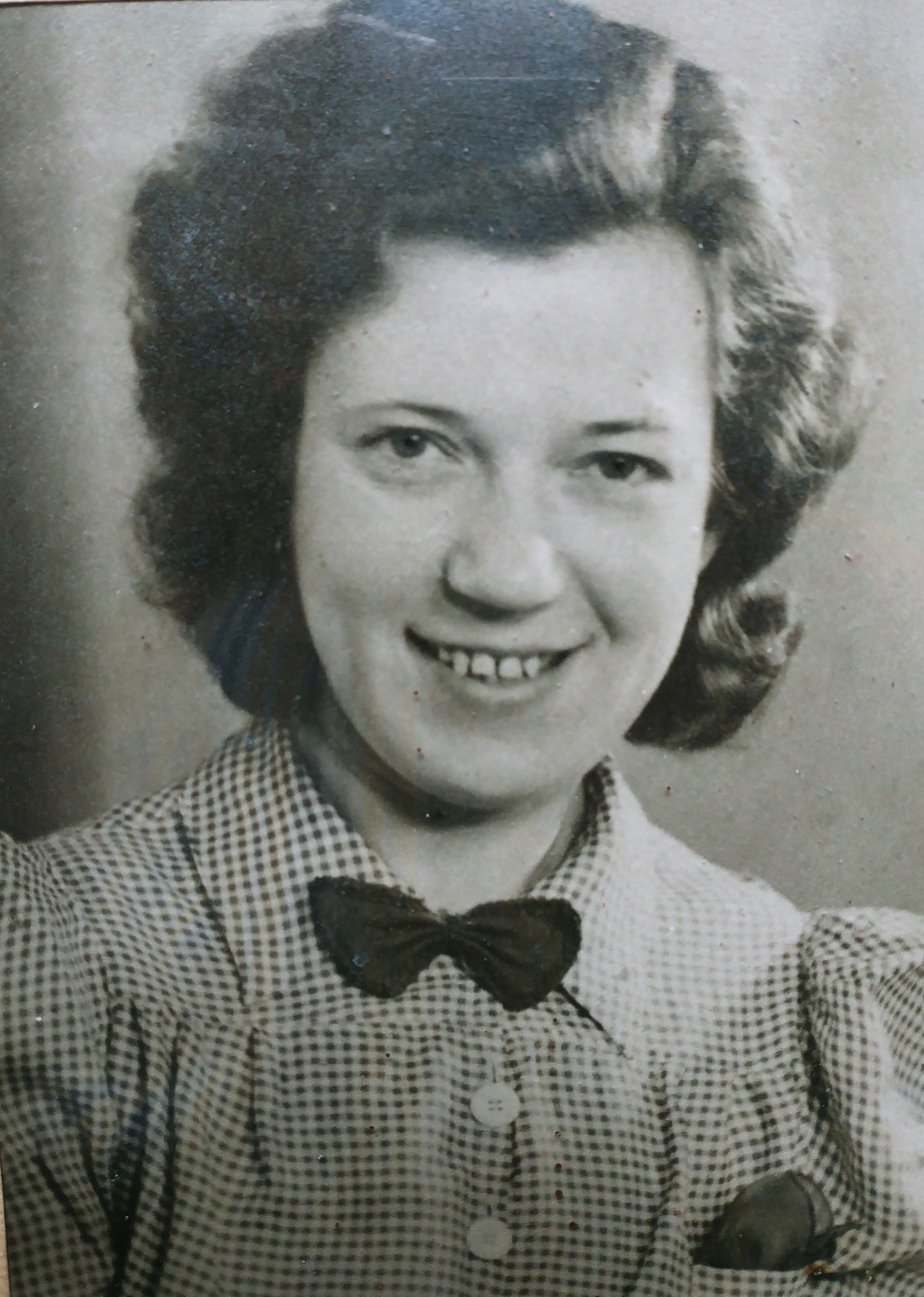
Gerda Boenke (um 1943)

Gerda Boenke (* 12. Oktober 1913 in Berlin; † 10. November 1944 in Berlin-Plötzensee) war eine deutsche Arbeiterin und Kritikerin des nationalsozialistischen Regimes. Sie wurde aufgrund ihrer regimekritischen Äußerungen 1944 ermordet.
Gerda Boenke lebte in Berlin-Friedrichshain und war Mutter von drei Kindern und Arbeiterin in einer Werkzeugmaschinenfabrik in der Friedrichshainer Krautstraße 52. Sie war Mitglied des Kommunistischen Jugendverbandes (KJVD) und später der Kommunistischen Partei Deutschlands (KPD). Im Kreise ihrer Arbeitskollegen äußerte sie sich kritisch zum nationalsozialistischen Regime und wurde denunziert. Am 9. November 1944 wurde sie zum Tod verurteilt, das nicht rechtskräftige Urteil wurde am darauffolgenden Tag vollstreckt.

## Ehrungen
- Nach Gerda Boenke ist eine Straße im Berliner Ortsteil Karow benannt.
- Zusammen mit sechs anderen Personen wird sie auf der 1975 errichteten Gedenkstele für antifaschistische Widerstandskämpfer an der Ecke Koppenstraße / Singerstraße in Berlin-Friedrichshain namentlich erwähnt.
- Eine Gedenktafel, die am ehemaligen Fabrikstandort in der Krautstraße 52 an ihren Namen erinnerte, wurde 1989 entfernt.
- In Görlitz wurde die Gerda-Boenke-Straße nach ihr benannt.